# Grafendorf (Austria)
Grafendorf è stato un comune austriaco nel distretto di Lienz (Tirolo). Era stato istituito nel 1938 con la fusione dei comuni soppressi di Gaimberg e Thurn e soppresso nel 1948, quando Gaimberg e Thurn riacquistarono l'autonomia amministrativa.